# Parent in Science
O Parent in Science (em português, Mães e Pais na Ciência) é um movimento que surgiu com o intuito de levantar a discussão sobre a maternidade e a paternidade dentro do universo da ciência do Brasil. Criado em 2016 pela pesquisadora Fernanda Staniscuaski, da Universidade Federal do Rio Grande do Sul, o grupo atualmente conta com a participação de 16 cientistas de centros de pesquisa de todo o Brasil, que por meio de um esforço conjunto levam para o país e para o mundo a importância sobre o tema.

## Membros
| Membro                                        | Instituição                                               |
| --------------------------------------------- | --------------------------------------------------------- |
| Adriana Neumann                               | Universidade Federal do Rio Grande do Sul                 |
| Adriana Seixas                                | Universidade Federal de Ciências da Saúde de Porto Alegre |
| Alessandra Tamajusuku                         | Universidade Federal do Pampa                             |
| Camila Infanger                               | Escola Superior de Propaganda e Marketing                 |
| Felipe Ricachenevsky                          | Universidade Federal do Rio Grande do Sul                 |
| Fernanda Reichert                             | Universidade Federal do Rio Grande do Sul                 |
| Fernanda Werneck                              | Instituto Nacional de Pesquisas da Amazônia               |
| Eliade Lima                                   | Universidade Federal do Pampa                             |
| Eugenia Zandonà                               | universidade Estadual do Rio de Janeiro                   |
| Ida Vanessa D. Schwartz                       | Universidade Federal do Rio Grande do Sul                 |
| Letícia Oliveira                              | Universidade Federal Fluminense                           |
| Lívia Rosa e Silva                            | Universidade Federal do Rio Grande do Sul                 |
| Pâmela Mello-Carpes                           | Universidade Federal do Pampa                             |
| Rossana Soletti                               | Universidade Federal do Rio Grande do Sul                 |
| Zélia Ludwig                                  | Universidade Federal de Juiz de Fora                      |
| Coordenação: Fernanda Staniscuaski            | Universidade Federal do Rio Grande do Sul                 |
| Bolsista de Extensão: Beatriz Cristine Müller | Universidade Federal do Rio Grande do Sul                 |

## Objetivos
O movimento iniciou suas atividades em 2016 com o objetivo de fomentar a discussão sobre os impactos da maternidade e da paternidade na carreira acadêmica de cientistas do Brasil, e de incentivar políticas de apoio voltadas para esses grupos. O Parent in Science tem também contribuído com o levantamento de dados quantitativos em questões de gênero e parentalidade no cenário científico brasileiro.
Os principais objetivos do movimento são: 

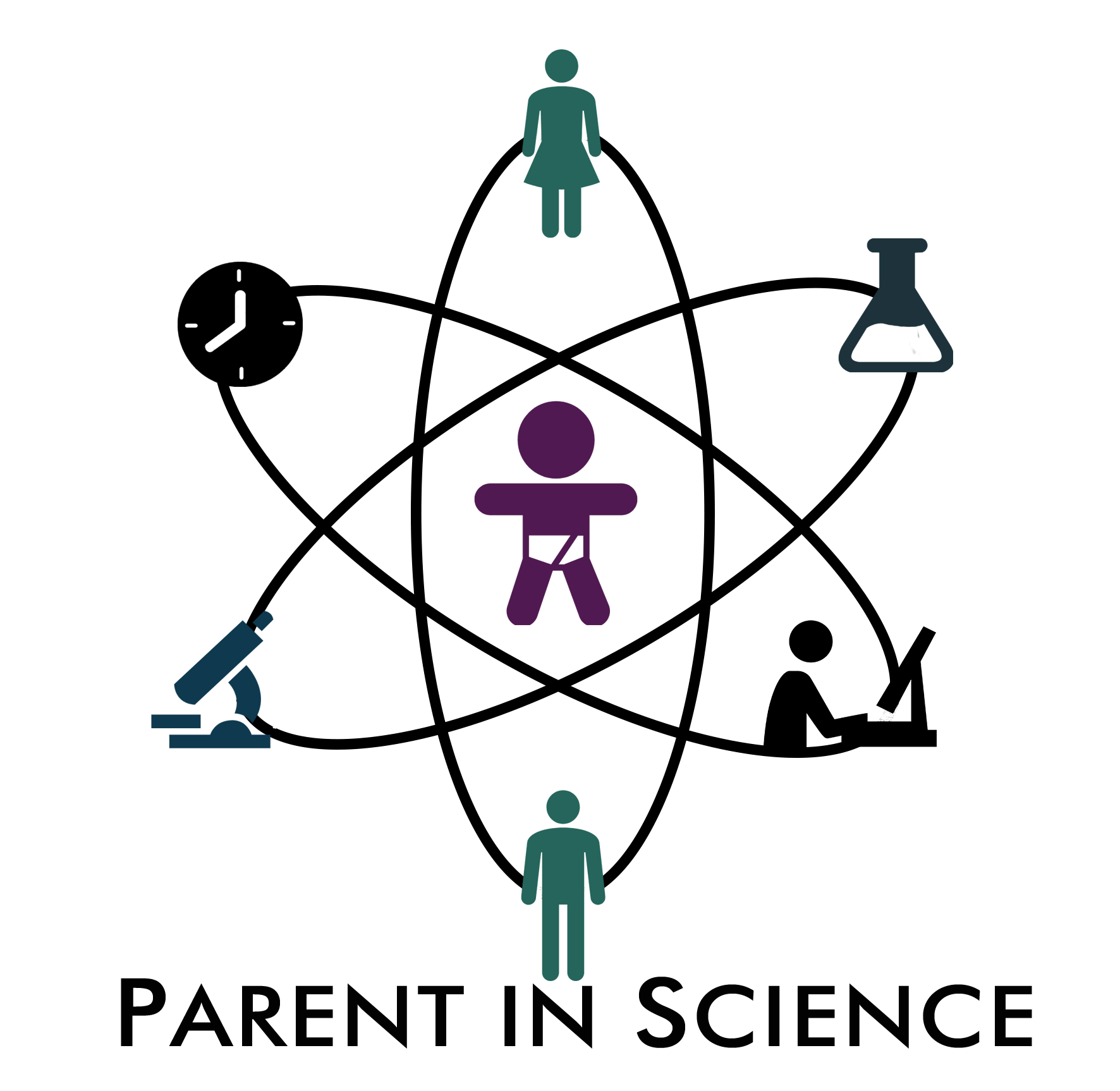
Logotipo do projeto Parent in Science

- discutir e reconhecer a maternidade como um elemento que atualmente tem contribuído para a sub-representação feminina dentro da ciência - o que é conhecido como efeito tesoura - e auxiliar na criação de estratégias para minimizá-la;
- pesquisar o impacto dos primeiros anos de maternidade/paternidade na carreira acadêmica de cientistas brasileiras(os);
- utilizar os resultados obtidos para criar um referencial teórico importante e que seja capaz de orientar políticas públicas que auxiliem as mães e os pais a equilibrarem a vida profissional e pessoal;
- incentivar o oferecimento de recreação infantil durante eventos científicos e a aceitação das crianças nesses espaços;
- fomentar o desenvolvimento de políticas de apoio relacionadas à maternidade no meio acadêmico e científico, como a consideração do período da licença-maternidade durante a avaliação de currículos para concursos, editais de fomento e progressão de carreira, e o fornecimento de auxílio para dependentes, no caso de bolsas no exterior ou participação em eventos científicos;
- aumentar a representação feminina em espaços de tomada de decisão na academia e fora dela;
- divulgar esclarecimentos sobre viés implícito e como lidar com ele em processos seletivos e avaliações;
- conscientizar sobre a importância do aumento do tempo de licença-paternidade e estímulo à paternidade ativa;
- formar e fortalecer uma rede nacional e internacional diversificada e inclusiva que se identifique com o projeto e incentive mães e pais a prosperarem em suas carreiras acadêmicas.

## Ações e Impactos
As ações do Parent in Science foram criadas para preencher a falta de dados e de conhecimento sobre uma questão fundamental: o impacto dos filhos na carreira científica de mulheres e homens. O grupo foi pioneiro no levantamento de dados quantitativos sobre o tema que avalia profundamente as consequências da chegada dos filhos na carreira científica de mulheres e homens, em diferentes etapas da vida acadêmica. Um dos primeiros levantamentos do grupo investigou o impacto da chegada dos filhos por meio da avaliação do Currículo Lattes de 2692 cientistas. Foi observada uma diminuição no número de publicações de artigos para as cientistas mães após o nascimento dos filhos, durando esta queda até  4 anos, enquanto que para cientistas sem filhos, o número de artigos aumentou de maneira linear com a avançar da carreira . 
Estes dados deram suporte a diversas ações que levaram à grandes conquistas e mudanças concretas para pais e mães no cenário científico brasileiro, pois foram capazes de trazer luz ao debate sobre os desafios e as consequências enfrentados por mães cientistas que conciliam a maternidade e a carreira acadêmica no Brasil. 
Os principais avanços fomentados ou implementados pelo movimento Parent in Science incluem:  
- adoção, em editais de financiamento e de bolsas de várias instituições, de critérios específicos que consideram os períodos de licença-maternidade na análise dos currículos de cientistas mulheres;
- comprometimento por parte do Conselho Nacional de Desenvolvimento Científico e Tecnológico de incluir um campo para a licença-maternidade no Currículo Lattes;
- adoção por parte de diversos eventos científicos brasileiros de espaços de recreação infantil;
- organização do I Simpósio Brasileiro sobre Maternidade e Ciência, em 2018, e do II Simpósio Brasileiro sobre Maternidade e Ciência, em 2019, com todos os conteúdos de palestras ministradas nos simpósios disponíveis integralmente para acesso gratuito através do canal do Parent in Science no YouTube;
- apresentação de dezenas de seminários e palestras, em diferentes cidades e online, levando para todo o Brasil a discussão sobre maternidade e carreira;
- elaboração do "Guia Prático para oferecimento de recreação em eventos científicos";
- ampla discussão sobre o tema em espaços além da academia, através de entrevistas e matérias jornalísticas veiculadas por mídias tradicionais, como jornais, revistas e programas de televisão de canais abertos e por assinatura.

Muitas mulheres sentem que precisam escolher entre maternidade e carreira, e ações como as do Parent in Science têm evidenciado essa dicotomia e dado suporte à discussão ao buscar soluções que permitam às mulheres conciliar a maternidade com a carreira científica.
Em 2020, durante o primeiro mês de isolamento social devido à pandemia pelo novo coronavírus, o Movimento Parent in Science publicou uma carta na conceituada revista Science alertando para os riscos de que a disparidade de gênero poderia ser aumentada após o início da pandemia devido às atribuições de cuidados com filhos e tarefas domésticas estarem tradicionalmente relacionadas ao gênero feminino . Além disto, realizou uma pesquisa sobre as condições de trabalho remoto através de questionários online, com a participação de mais de 14 mil cientistas do Brasil. Os resultados mostraram que as mulheres com filhos foram as mais impactadas pelo esquema de trabalho remoto. Especialmente para submissões de artigos, mulheres negras (com ou sem filhos) e mulheres brancas com filhos (principalmente filhos com idade até 12 anos) foram os grupos cuja produtividade acadêmica foi mais afetada pela pandemia. Já a produtividade acadêmica de homens, especialmente os sem filhos, foi a menos afetada durante o isolamento social . O movimento lançou ainda um informativo  com a compilação destes dados com o objetivo de dar subsídios à ações e políticas públicas por parte de agências de fomento e universidades protegendo  os grupos mais afetados na ciência pela pandemia.
Movimentos como esse são essenciais para que a ciência se torne de fato diversa e capaz de contemplar as interseções de gênero e de raça.